# Phantom of the Paradise
 Phantom of the Paradise és una pel·lícula musical estatunidenca, escrita i dirigida per Brian De Palma i estrenada el 1974.

## Argument
Winslow Leach, compositor de talent, és abordat per la cèlebre casa de producció Death Records, per tal que la seva música sigui la de l'obertura del Paradise, la sala de concerts colossal que Swan, el misteriós director de Death Records, acaba de fer construir.
Winslow pensa ser l'únic que pot cantar la cantata de 300 pàgines que ha escrit.
Però Swan està convençut de la manca de carisma d'aquest i decideix robar les partitures que l'interessen i organitzar un enorme càsting per trobar cantants per als cors.
Winslow decideix aprofitar aquest càsting per enfrontar-se a Swan. Hi trobarà una jove candidata anomenada Phoenix la veu de la qual el farà immediatament caure sota el seu encant, però no arribarà a reivindicar la paternitat de la seva música.
És empresonat a conseqüència d'un complot del diabòlic productor i, rosegat pel rancor, decideix evadir-se i organitzar un atemptat contra Death Records. Desgraciadament, va malament i Winslow Leach queda desfigurat. Amagant la seva cara horrorosa sota una màscara, torna al Paradise per tal de preparar la seva venjança.

## Repartiment
- Paul Williams: Swan
- William Finley: Winslow Leach
- Jessica Harper: Phoenix
- George Memmoli: Arnold Philbin
- Gerrit Graham: Beef

## Comentari
Les cançons d'aquesta boja comèdia musical han estat compostes pel cantant Paul Williams que encarna igualment el paper de Swan, que és una caricatura del productor estatunidenc Phil Spector. Aquesta pel·lícula és sovint comparada a la pel·lícula de culte The Rocky Horror Picture Show. S'hi troben paròdies inspirades en famosos artistes com els The Beach Boys, Janis Joplin o també The Doors. Avui és considerat com una de les millors pel·lícules de l'autor. Destaquem una semblança entre el personatge d'Ian Fleming Jaws, l'home de les dents de ferro, i Winslow de Sing Sing. Res no demostra que es tracti d'una referència fortuïta.

### Anècdotes
- De visita al plató de la pel·lícula, George Lucas, amic de De Palma, va estar molt impressionat pels decorats i els accessoris de la pel·lícula. En aquella època, Lucas havia dirigit American Graffiti i és a la recerca de noves idees, pel seu guió de La guerra de les Galàxies. Així, s'inspirarà en la màscara lluminosa, en el personatge que parla i respira gràcies a un aparell i la veu ronca de Winslow per al seu personatge de Dark Vader. George Lucas agafa igualment la idea del text que desfila per als crèdits d'entrada.[1]
- En el pla on la secretària de Death Records mira l'informe de Winslow Leach, tots els altres noms de l'informe són els de personalitats del show-biz (es pot veure Alice Cooper i Peter Fonda). Una excepció, tanmateix: la presència del polític George McGovern.
- En l'escena on Swan es felicita de les modificacions de la veu de Winslow després d'haver afegit filtres d'àudio, qui se sent cantar és en realitat Paul Williams.
- El grup de la pel·lícula The Juicy Fruits és un homenatge al grup Juicy Lucy que va ser el de Paul Williams el 1970.
- En el manga de dark-fantasy Berserk de Kentaro Miura, el casc de Griffith i la cara de Femto semblen haver estat directament inspirats per la màscara de Winslow Leach